# Američka filozofija
Američka filozofija je aktivnost, korpus i tradicija filozofa povezanih sa Sjedinjenim Državama. Internetska enciklopedija filozofije napominje da iako nema „jezgro definišućih karakteristika, američka filozofija se ipak može posmatrati kao odraz i oblikovanje kolektivnog američkog identiteta tokom istorije nacije”.

## 17. vek
The American philosophical tradition began at the time of the European colonization of the New World. The Puritans arrival in New England set the earliest American philosophy into the religious tradition (Puritan Providentialism), and there was also an emphasis on the relationship between the individual and the community. This is evident by the early colonial documents such as the Fundamental Orders of Connecticut (1639) and the Massachusetts Body of Liberties (1641).
Thinkers such as John Winthrop emphasized the public life over the private. Holding that the former takes precedence over the latter, while other writers, such as Roger Williams (co-founder of Rhode Island) held that religious tolerance was more integral than trying to achieve religious homogeneity in a community.

## 18. vek
Američka filozofija 18. veka može biti razložena na dve polovine, prvu polovinu obeležava teologija reformisanog puritanskog kalvinizma pod uticajem Velikog buđenja, kao i prirodna filozofija prosvetiteljstva, a drugu matične moralne filozofije američkog prosvetiteljstva koje su predavane na američkim koledžima. Oni su korišteni „u burnim godinama 1750-ih i 1770-ih” da „postave novu intelektualnu kulturu za Sjedinjene Države”, što je dovelo do američke inkarnacije evropskog prosvetiteljstva koja je povezana sa političkom mišlju Očeva osnivača.
U 18. veku su Fransis Bejkon i filozofi prosvetiteljstva Dekart, Njutn, Lok, Volaston i Berkli ušli u kolonijalnu Britansku Ameriku. Dva filozofa rođena u Americi, Samjuel Džonson i Džonatan Edvards, prvi su bili pod uticajem tih filozofa; oni su prilagodili i proširili njihove prosvetiteljske ideje kako bi razvili sopstvenu američku teologiju i filozofiju. Oba su prvobitno bili zaređeni puritanski kongregacionistički sveštenici, koji su prihvatili dobar deo novog učenja prosvetiteljstva. Oboje su bili obrazovani na Jejlu, i pod uticajem Berkijskih idealista, i postali su uticajni predsednici koledža. Oboje su uticali na razvoj američke političke filozofije i dela Očeva utemeljitelja. Edvards je svoju reformiranu puritansku teologiju temeljio na kalvinističkoj doktrini, dok je Džonson prešao na anglikansku episkopsku religiju (Engleska crkva), a zatim je svoju novu američku moralnu filozofiju zasnovao na prirodnoj religiji Vilijama Volastona. Krajem veka, škotski urođeni ili zdravorazumski realizam zamenio je matične škole ova dva rivala u nastavnim programima filozofije na američkim fakultetima; to će ostati dominantna filozofija u američkim akademijama sve do građanskog rata.

### Uvođenje prosvetiteljstva u Ameriku
Prvih stotinak godina školovanja u američkim kolonijama u Novoj Engleskoj bilo je dominirano puritanskom teologijom Vilijama Ejmsa i „logičkim metodama Pjera Ramea iz šesnaestog veka”. Zatim 1714. godine, donacija od 800 knjiga iz Engleske, koje je prikupio kolonijalni agent Džeremaja Damer, prispela je na Jejl. One su sadržale su ono što je postalo poznato kao „Novo učenje”, uključujući „dela Loka, Dekarta, Njutna, Bojla i Šekspira”, i drugih autora ere prosvetiteljstva koji nisu bili poznati učiteljima i diplomcima koledža puritanskog Jejla i Harvarda. Prvi ih je otvorio i proučio osamnaestogodišnji diplomski student iz Guilforda u državi Konektikat, mladi Amerikanac Samjuel Džonson, koji je takođe upravo pronašao i pročitao Napredak učenja lorda Francisa Bejkona. Džonson je u svojoj Autobiografiji napisao, „sve je to bilo kao poplava dana njegovom slabom stanju uma”, i da je „on zatekao sebe kao onog koji se odjednom pojavi iz svetlucanja sumraka, u punoj svetlosti sunčanog u sred dana”. On je sada smatrao ono što je naučio na Jejlju „ničim osim skolastičke paučine nekoliko malih engleskih i holandskih sistema koje teško da bi se sada mogli zastupati na ulici”.
Džonson je postavljen za učitelja na Jejlu 1716. godine. Tu je počeo da predaje nastavni plan i program prosvetiteljstva, i tako je započeo američko prosvetiteljstvo. Jedan od njegovih učenika tokom kratkog perioda bio je petnaestogodišnji Džonatan Edvards. „Ova dvojica sjajnih Jejlskih studenata tih godina, od kojih je svaki postao istaknuti mislilac i predsednik koledža, razotkrili su fundamentalnu prirodu problema” „neskladnosti između starog i novog učenja”. Ali svaki je imao sasvim drugačiji pogled na pitanja predodređenja nasuprot slobodnoj volji, izvornog greha nasuprot potrazi za srećom kroz praktikovanje vrline i školovanja dece.

### Reformni kalvinizam
Džonatan Edvards se smatra najvažnijim i originalnim filozofskim teologom u Americi. Zapažen je po svojim energičnim propovedima, poput „Grešnika u rukama ljutog Boga” (za koji se kaže da je započeo Prvo veliko buđenje), Edvards je naglašavao „apsolutnu suverenost Boga i lepotu Božje svetosti”. Radeći na ujedinjenju hrišćanskog platonizma s empirijskom epistemologijom, uz pomoć njutnovske fizike, na Edvarda je duboko uticao Džordž Berkli, koji je i sam bio empiričar, i Edvards je izveo svoju važnost nematerijalnog za stvaranje ljudskog iskustva od biskupa Berklija.
Nematerijalni um se sastoji od razumevanja i volje, i on je razumevanje, interpretirano u njutnovskom okviru, što dovodi do Edvardsove fundamentalne metafizičke kategorije otpora. Bez obzira na to koje karakteristike objekat može imati, on ima ta svojstva jer se objekt opire. Sam otpor predstavlja korišćenje Božje moći, a može se videti u Njutonovim zakonima kretanja, gde je predmet „nevoljan” da promeni svoje trenutno stanje kretanja; objekt u mirovanju ostaće u mirovanju, a objekat u pokretu ostaće u pokretu.
Iako je Edvards reformisao puritansku teologiju koristeći ideje prosvetiteljstva iz prirodne filozofije, i stavove Loka, Njutna i Berklija, on je ostao kalvinista i bio je okoreli determinista. Džonatan Edvards je takođe odbacio slobodu volje, rekavši da „mi možemo raditi kako hoćemo, ali mi ne možemo ugoditi kako želimo”. Prema Edvardsu, niti dobra dela, niti samoorganizujuća vera vode ka spasenju, već je to bezuslovna Božja milost koja je jedini arbitar ljudske sreće.

## Literatura
- Edwards, Paul, ур. (1967). The Encyclopedia of Philosophy. Macmillan & Free Press.
- Kant, Immanuel (1881). Critique of Pure Reason. Macmillan.
- Baldwin, Thomas, ур. (2003). The Cambridge History of Philosophy 1870–1945. Cambridge University Press. ISBN 978-0-521-59104-1.
- Copenhaver, Brian P.; Schmitt, Charles B. (1992). Renaissance philosophy. Oxford University Press. ISBN 978-0-19-219203-5.
- Lindberg, David C. (2007). „Science before the Greeks”. The beginnings of Western science: the European Scientific tradition in philosophical, religious, and institutional context (Second изд.). Chicago, Illinois: University of Chicago Press. стр. 1–27. ISBN 978-0-226-48205-7.
- Nadler, Steven (2008). A Companion to Early Modern Philosophy. John Wiley & Sons. ISBN 978-0-470-99883-0.
- Rutherford, Donald (2006). The Cambridge Companion to Early Modern Philosophy. Cambridge University Press. ISBN 978-0-521-82242-8.
- Schmitt, C.B.; Skinner, Quentin, ур. (1988). The Cambridge History of Renaissance Philosophy. Cambridge University Press. ISBN 978-0-521-39748-3.
- Kenny, Anthony (2012). A New History of Western Philosophy. Oxford University Press. ISBN 978-0-19-958988-3.
- Honderich, T., ур. (1995). The Oxford Companion to Philosophy. Oxford University Press. ISBN 978-0-19-866132-0.
- Bunnin, Nicholas; Tsui-James, Eric, ур. (2008). The Blackwell Companion to Philosophy. John Wiley & Sons. ISBN 978-0-470-99787-1.
- Copleston, Frederick Charles (1953). A history of philosophy: volume III: Ockham to Suárez. Paulist Press. ISBN 978-0-8091-0067-5.
- Leaman, Oliver; Morewedge, Parviz (2000). „Islamic philosophy modern”.  Ур.: Craig, Edward. Concise Routledge Encyclopedia of Philosophy. Psychology Press. ISBN 978-0-415-22364-5.
- Buccellati, Giorgio (1981). „Wisdom and Not: The Case of Mesopotamia”. Journal of the American Oriental Society. 101 (1): 35—47. JSTOR 602163. doi:10.2307/602163.
- Philosophy before the Greeks. The Pursuit of Truth in Ancient Babylonia. Princeton University Press. 2015. ISBN 978-0691157184.
- Westerhoff, Jan (2018). The Golden Age of Indian Buddhist Philosophy. Oxford: Oxford University Press.
- Aristotle (1941).  Richard McKeon, ур. The Basic Works of Aristotle. New York: Random House.
- Blumenau, Ralph. Philosophy and Living. ISBN 978-0-907845-33-1..
- Craig, Edward. Philosophy: A Very Short Introduction. ISBN 978-0-19-285421-6..
- Harrison-Barbet, Anthony, Mastering Philosophy. ISBN 978-0-333-69343-8..
- Russell, Bertrand. The Problems of Philosophy. ISBN 978-0-19-511552-9. Архивирано из оригинала 07. 08. 2004. г. Приступљено 16. 05. 2023..
- Sinclair, Alistair J. What is Philosophy? An Introduction. 2008. ISBN 978-1-903765-94-4.,
- Sober, Elliott (2001). Core Questions in Philosophy: A Text with Readings. ISBN 978-0-13-189869-1.. Upper Saddle River, Prentice Hall.
- Solomon, Robert C. Big Questions: A Short Introduction to Philosophy. ISBN 978-0-534-16708-0..
- Warburton, Nigel. Philosophy: The Basics. ISBN 978-0-415-14694-4..
- Nagel, Thomas. What Does It All Mean? A Very Short Introduction to Philosophy. ISBN 978-0-19-505292-3..
- Classics of Philosophy (Vols. 1, 2, & 3) by Louis P. Pojman
- Cottingham, John. Western Philosophy: An Anthology. 2nd ed. Malden, MA: Blackwell Pub., 2008. Print. Blackwell Philosophy Anthologies.
- Tarnas, Richard. The Passion of the Western Mind: Understanding the Ideas That Have Shaped Our World View. ISBN 978-0-345-36809-6..
- Oizerman, Teodor (1988). The Main Trends in Philosophy. A Theoretical Analysis of the History of Philosophy (PDF). translated by H. Campbell Creighton, M.A., Oxon (2nd изд.). Moscow: Progress Publishers. ISBN 978-5-01-000506-1. Архивирано из оригинала (DjVu, etc.) 2012-03-06. г. Приступљено 20. 1. 2011. First published in Russian as Главные философские направления.
- Higgins, Kathleen M. and Solomon, Robert C. A Short History of Philosophy. ISBN 978-0-19-510196-6..
- Durant, Will, Story of Philosophy: The Lives and Opinions of the World's Greatest Philosophers. ISBN 978-0-671-73916-4., Pocket, 1991,
- Oizerman, Teodor (1973). Problems of the History of Philosophy. translated from Russian by Robert Daglish (1st изд.). Moscow: Progress Publishers. Архивирано из оригинала 6. 7. 2011. г. Приступљено 20. 1. 2011. First published in Russian as Проблемы историко-философской науки.

## Spoljašnje veze
- Američka filozofija на веб-сајту PhilPapers
- „American philosophy”. Internet Encyclopedia of Philosophy.